# Publi Memmi Règul
Publi Memmi Règul (en llatí Publius Memmius Regulus) va ser un magistrat romà del segle i. Formava part de la gens Mèmmia, una gens romana d'origen plebeu.
Va ser cònsol sufecte l'any 31 i, més tard, prefecte de Macedònia i Acaia on va rebre ordres de Calígula de portar a Roma des d'Olímpia, l'estàtua de Júpiter que havia fet Fídies.
Memmi es va casar amb Lòl·lia Paulina, però Calígula, davant de la bellesa de la noia, va ordenar el seu divorci. Publi Memmi va morir l'any 63.